# Charles R. Thomas (Politiker, 1861)
Charles Randolph Thomas (* 21. August 1861 in Beaufort, North Carolina; † 8. März 1931 in Norfolk, Virginia) war ein US-amerikanischer Politiker. Zwischen 1899 und 1911 vertrat er den Bundesstaat North Carolina im US-Repräsentantenhaus.

## Werdegang
Charles Thomas war der Sohn des gleichnamigen Charles R. Thomas (1827–1891), der ebenfalls für North Carolina im Kongress saß. Der jüngere Thomas besuchte die New Bern Academy und danach das Emerson Institute in Washington, D.C. Daran schloss sich bis 1881 ein Studium an der University of North Carolina in Chapel Hill an. Nach einem anschließenden Jurastudium und seiner 1882 erfolgten Zulassung als Rechtsanwalt begann er in New Bern in diesem Beruf zu arbeiten. Gleichzeitig schlug er als Mitglied der Demokratischen Partei eine politische Laufbahn ein.
Im Jahr 1887 war Thomas Abgeordneter im Repräsentantenhaus von North Carolina. Zwischen 1890 und 1896 fungierte er als Staatsanwalt im Craven County. Ab 1893 war er Kurator der University of North Carolina. Thomas wurde Mitglied im Staatsvorstand seiner Partei. Bei den Kongresswahlen des Jahres 1898 wurde er im dritten Wahlbezirk von North Carolina in das US-Repräsentantenhaus in Washington gewählt, wo er am 4. März 1899 die Nachfolge von John Edgar Fowler antrat. Nach fünf Wiederwahlen konnte er bis zum 3. März 1911 sechs Legislaturperioden im Kongress absolvieren. Im Jahr 1910 lehnte er eine erneute Kandidatur ab.
Nach seinem Ausscheiden aus dem US-Repräsentantenhaus praktizierte Thomas wieder als Anwalt in New Bern. 1924 war er Delegierter zur Democratic National Convention in New York, auf der John W. Davis als Präsidentschaftskandidat nominiert wurde. Ein Jahr später verlegte er seinen Wohnsitz und seine Kanzlei nach Waynesville. 1926 wurde er zum Aushilfsrichter am Superior Court ernannt; danach arbeitete er wieder als Rechtsanwalt. Charles Thomas starb am 8. März 1931 in Norfolk und wurde auf dem Cedar Grove Cemetery in New Bern beigesetzt.